# هربرت دبليو. لاد
هربرت وارن لاد (بالإنجليزية: Herbert Warren Ladd)‏ وهو سياسي أمريكي ينتمي إلى الحزب الجمهوري ولد هربرت وارن لاد في 15 تشرين الاول - أكتوبر من سنة 1843 في مدينة نيو بدفورد، مقاطعة بريستول بولاية ماساشوستس. شغل لاد منصب حاكم على ولاية رود آيلاند مرتين المرة الأولى كانت ما بين عامي 1889 إلى عام 1890 والمرة الثانية كانت ما بين عامي 1891 إلى عام 1892. توفي هربرت وارن لاد في 29 تشرين الثاني - نوفمبر من سنة 1913 في ولاية رود آيلاند.